# STS-125
STS-125, ou HST-SM4 (télescope spatial Hubble Servicing Mission 4), désigne un vol de la navette spatiale américaine. Il s'agit de la cinquième et dernière mission d'entretien du télescope spatial Hubble (HST) et le dernier vol d'une navette en solo (sans arrimage à la station spatiale internationale).
Le décollage a eu lieu le lundi 11 mai 2009 à 18:01 UTC.
La mission est réalisée par la navette spatiale Atlantis, avec une seconde navette, Endeavour, prête au lancement dans le cas où une mission de secours (STS-400) est nécessaire.
À cause d'un dysfonctionnement grave à bord du télescope, survenu le 27 septembre 2008, STS-125 a été retardée jusqu'à mai 2009, afin de préparer une nouvelle unité de traitement de données pour Hubble, composant primordial pour le fonctionnement du télescope.
Atlantis transporte deux nouveaux instruments vers le HST, un Fine Guidance Sensor de remplacement, et six nouveaux gyroscopes et batteries pour permettre au télescope de continuer à fonctionner au moins jusqu'en 2014.
Une nouvelle couverture thermique est aussi prévue, afin d'améliorer l'isolation, ainsi qu'un mécanisme de capture automatisé qui permettra à un véhicule non-habité de désorbiter le télescope de façon sécurisée à la fin de sa vie.
Cette mission constitue le 30e vol d'Atlantis, son premier depuis STS-122, et son premier vol qui ne visite pas la Station Spatiale Internationale depuis STS-66, en 1994, tout en étant, d'après le planning officiel, la dernière du programme STS dans ce cas.
À cause de la différence entre les orbites de la Station Spatiale Internationale et celle du HST, Atlantis ne pourrait rejoindre l'ISS si son bouclier thermique avait été endommagé pendant le lancement. C'est pourquoi Endeavour était prête à un lancement d'urgence sur le pas de tir 39B, dans le cadre de la mission de sauvetage STS-400 « Launch On Need » (LON), au cas où STS-125 ne pourrait résoudre par elle-même la situation.
L'atterrissage a eu lieu le 24 mai 2009 à 15h39 UTC sur la base d'Edwards après deux jours de reports pour cause de conditions météorologiques défavorables sur le centre spatial Kennedy.

## Équipage
- Commandant : Scott Altman (4) - USN callsign "Scooter" -  États-Unis
- Pilote : Gregory C. Johnson (1) - USN callsign "Ray J" -  États-Unis
- Spécialiste de mission 1 : Michael T. Good (1)  États-Unis
- Spécialiste de mission 2 : K. Megan McArthur (1)  États-Unis
- Spécialiste de mission 3 : John M. Grunsfeld (5)  États-Unis
- Spécialiste de mission 4 : Michael J. Massimino (2)  États-Unis
- Spécialiste de mission 5 : Andrew J. Feustel (1)  États-Unis

Le chiffre entre parenthèses indique le nombre de vols spatiaux effectués par l'astronaute, STS-125 inclus.

### Détails secondaires
L'équipage de STS-125 comprend trois astronautes qui ont déjà travaillé sur Hubble. Altman en tant que commandant de STS-109, la 4e mission d'entretien, en 2002.
Grunsfeld, un astronome, a participé à deux missions, STS-103 en 1999 et STS-109, totalisant 5 sorties extravéhiculaires.
Enfin, Massimino a participé à STS-109, avec Altman et Grunsfeld, et a réalisé deux sorties au cours de la mission.

## Paramètres de mission
- Masse : inconnue
- Périgée : 486 km
- Apogée : 578 km
- Inclinaison/Altitude : 28.5° à 304 milles nautiques
- Période : 97 min

## Chargement utile de la mission
STS-125 transporte un mécanisme de capture afin de l'installer sur le télescope. Une fois en place, ce mécanisme permettra à un engin robotisé de s'arrimer à Hubble, dans le but de le désorbiter de façon sécurisée à la fin de sa vie. C'est un mécanisme circulaire, comportant des structures d'arrimage et des cibles pour permettre l'approche automatique du désorbiteur.
La mission va aussi ajouter deux nouveaux instruments à Hubble. Le premier instrument est le Cosmic Origins Spectrograph (en), qui sera le spectrographe dans les ultraviolets le plus sensible installé dans le télescope. En effet, son canal dans les UV lointains est 30 fois plus sensible que les appareils précédents, et deux fois plus sensibles dans les UV proches.
Le second instrument, la Wide Field Camera 3, est une caméra grand-angle panchromatique, capable d'enregistrer un large intervalle de longueurs d'onde, incluant les infrarouges, le domaine visible, et les ultraviolets.
L'infrastructure du télescope est aussi contrôlée et améliorée par l'ajout d'un Fine Guidance Sensor, chargé de gérer les systèmes directionnels de Hubble, le remplacement complet des 6 gyroscopes (dont seulement 3 fonctionnaient encore), de nouvelles batteries, et enfin l'installation de nouveaux éléments d'isolation, plus efficaces et nécessaires pour le fonctionnement des nouveaux détecteurs.
Les modules de transport, utilisé pour stocker les charges utiles dans la soute, sont le Super Lightweight Interchangeable Carrier (SLIC), contenant la Wide Field Camera 3, les nouvelles batteries et un radiateur. Le module de transport ORU contient le Cosmic Origins Spectrograph et le FGS-3R. La Flight Support Structure (FSS) utilisé pour maintenir Hubble en place durant les réparations. Et, enfin, le Multi-Use Lightweight Equipement Carrier (MULE) qui sert à stocker les outils utilisés par l'équipage durant les sorties extra véhiculaires.
En plus des objets habituels, tels que les patchs, drapeaux et objets personnels de l'équipage, il y a un ballon de basketball officiel des Harlem Globetrotters, ainsi que celui qu'Edwin Hubble utilisait quand il jouait pour l'Université de Chicago en 1909.

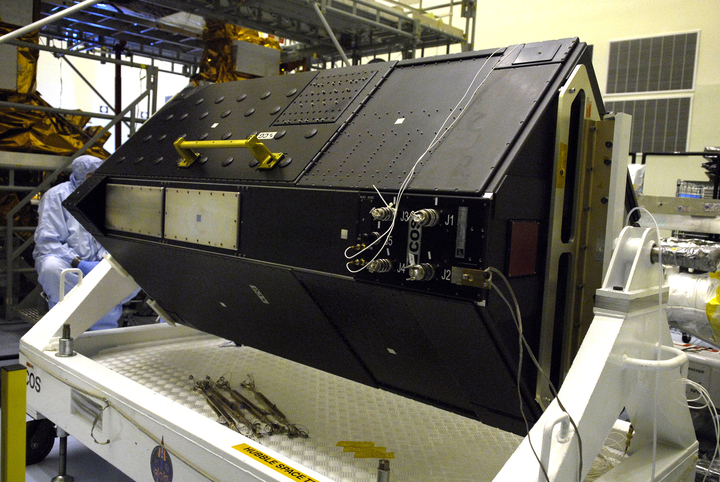
Le Cosmic Origins Spectrograph en salle blanche
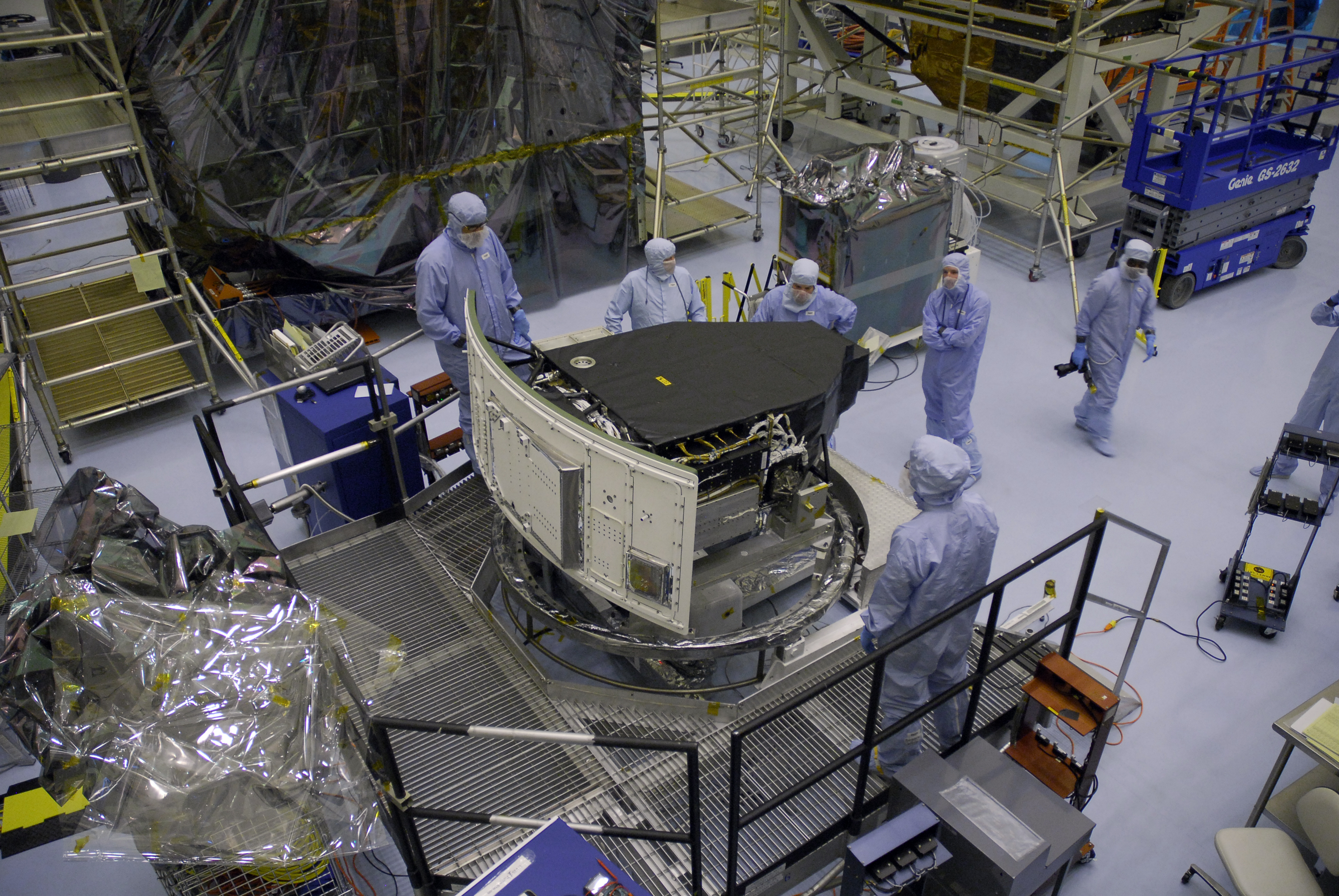
La Wide Field Camera 3 en préparation
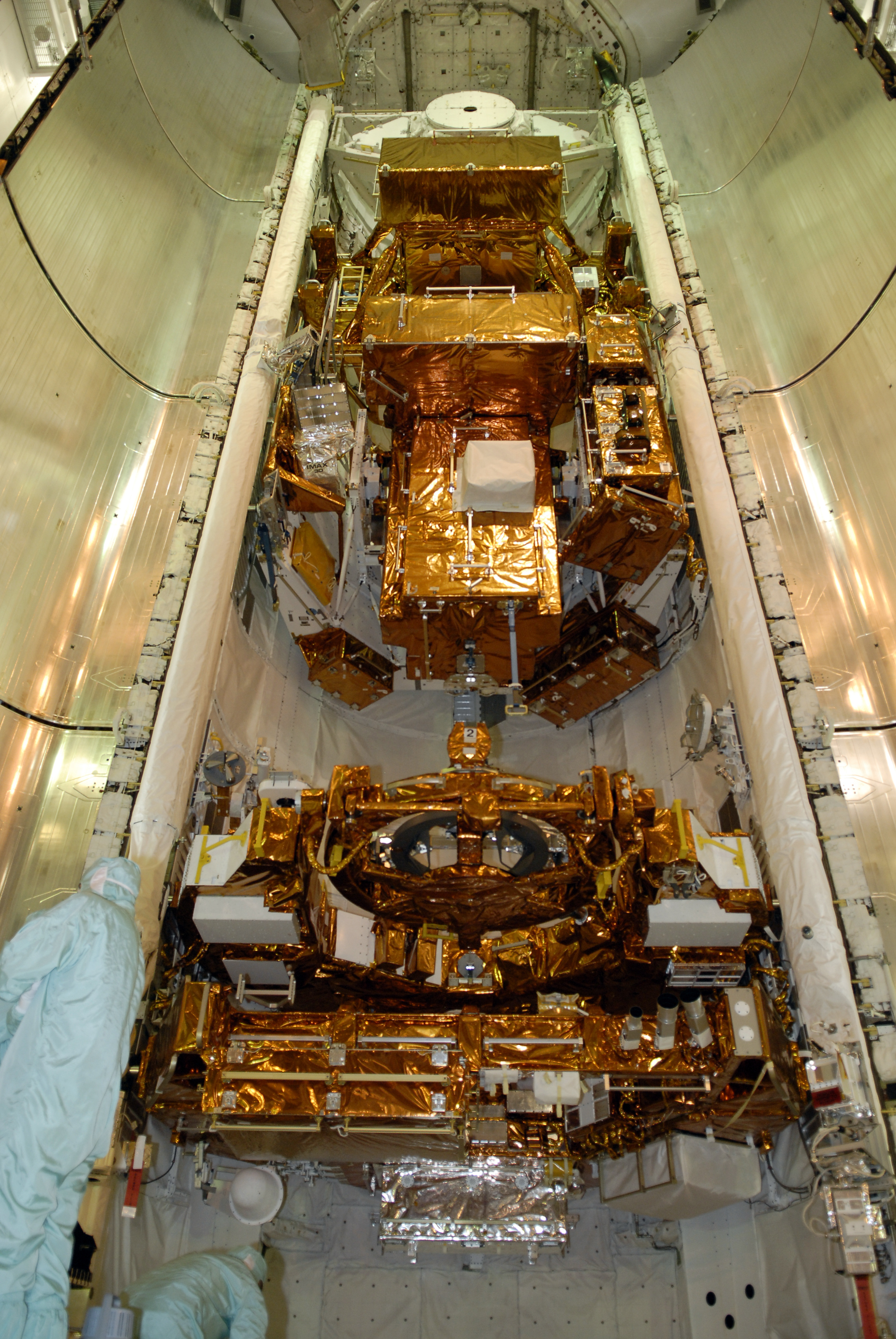
Baie de chargement pleine

### Film IMAX
À la fin de septembre 2007, Warner Bros. Pictures et IMAX Corporation ont annoncé une coopération avec la NASA pour la production d'un nouveau film qui racontera l'histoire du télescope spatial Hubble. Une caméra IMAX 3D voyagera vers le HST dans la soute d'Atlantis.
IMAX a déjà réalisé plusieurs films centrés sur l'espace, comme Destiny in Space (en), The Dream Is Alive (en), Mission to Mir (en), Blue Planet (en), Magnificent Desolation: Walking on the Moon 3D, et le premier voyage d'IMAX vers l'ISS en 2001, pour réaliser Space Station 3D.

### Média
L'astronaute Michael J. Massimino a utilisé la plateforme Twitter pour documenter et suivre l'entraînement ainsi que les préparatifs de la mission. Il a annoncé vouloir, durant ses pauses, expédier des notes depuis l'espace, ce qu'il a effectivement réussi à faire. En effet, la première note de Massimino après le lancement dit : "From orbit: Launch was awesome!! I am feeling great, working hard & enjoying the magnificent view, the adventure of a lifetime has begun!" ("Depuis l'espace : le départ a été fantastique ! Je me sens bien, je travaille dur, je profite de la vue superbe, l'aventure de ma vie a commencé !").
C'est la première personne à utiliser Twitter depuis l'espace.

## Autour de la mission
Points intéressants de la mission :
- 157e vol habité américain

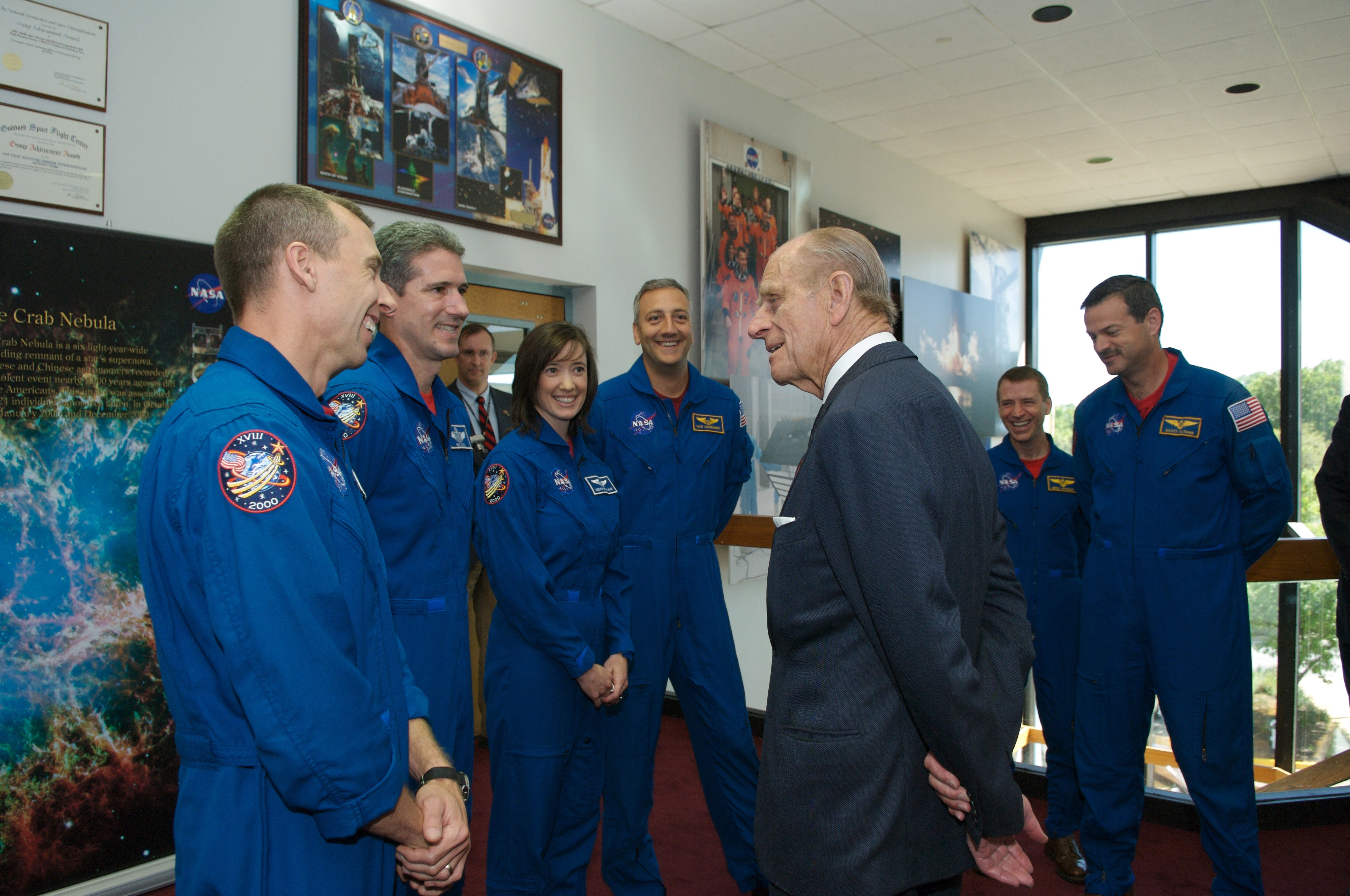
Le Prince Philip du Royaume-Uni visite le Centre spatial Goddard en mai 2007 et rencontre l'équipage de la mission STS-125.

- 126e mission du programme STS depuis STS-1
- 30e vol d'Atlantis
- 101e mission après la catastrophe de Challenger
- 13e mission après la catastrophe de Columbia

STS-125 était à l'origine prévue pour être la mission ISS-1J d'assemblage pour l'ISS. Cette mission devait livrer le module Kibo) et un module adapté à ses expériences pour le bras manipulateur Canadarm 2 de la station.
Avant sa destruction, Columbia était alors désignée pour réaliser la cinquième mission d'entretien d'Hubble. En effet, Columbia est plus lourde que ses sœurs, et elle n'est donc pas l'orbiteur optimal pour les missions d'assemblage de l'ISS.
STS-125 est donc la première visite d'Atlantis au télescope. Ce dernier ayant été précédemment visité deux fois par Discovery, et une fois par Columbia et Endeavour.

## Déroulement de la mission

### 11 mai (Jour 1, lancement)

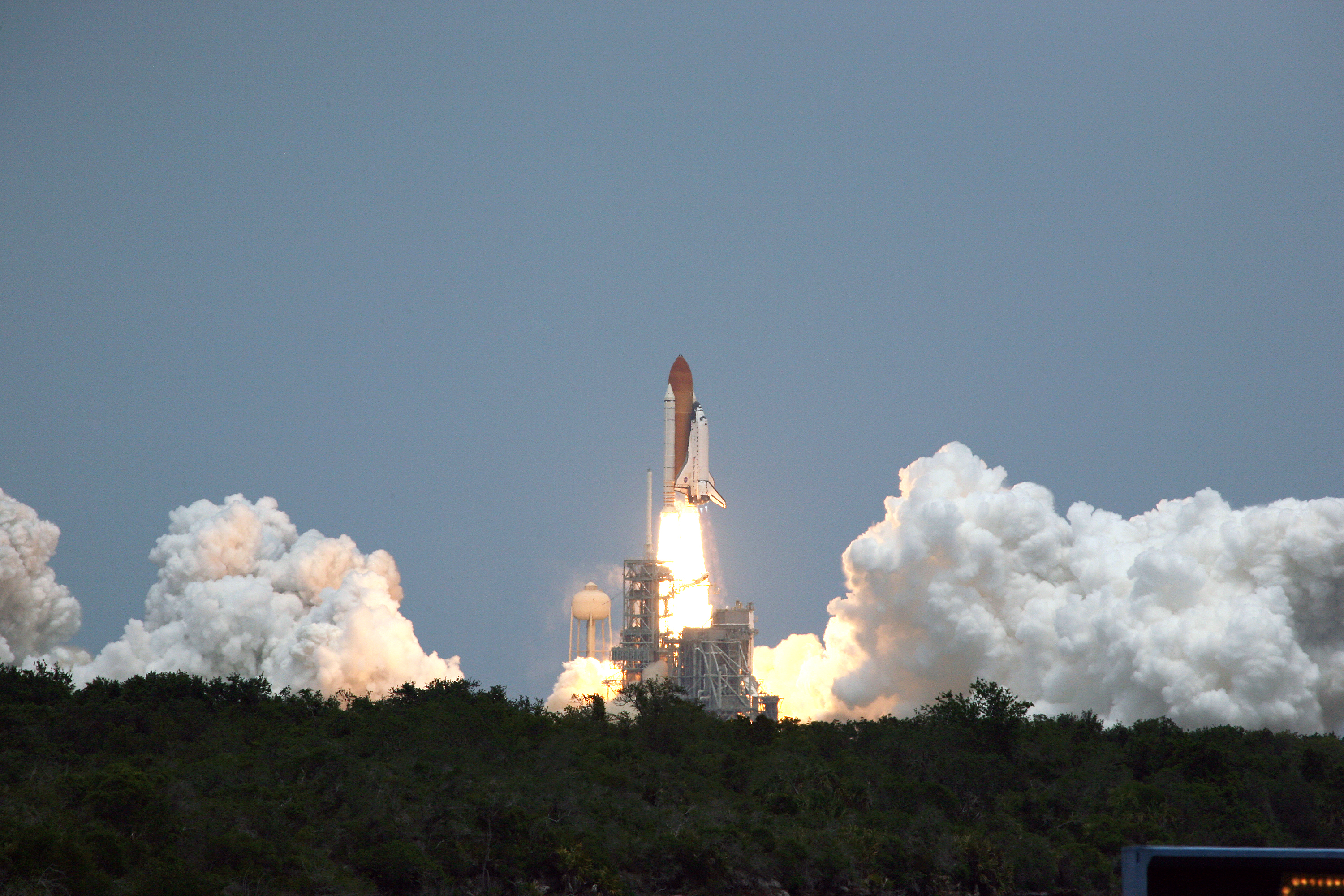
Atlantis décolle pour la mission STS-125 depuis le Kennedy Space Center

Après un compte à rebours sans accrocs, Atlantis a décollé comme prévu à 18:01 UTC. Presque immédiatement après le lancement, et pendant la montée, les systèmes de vol ont annoncé des problèmes avec le capteur d'un réservoir d'hydrogène et un disjoncteur. Le problème ayant été jugé sans risques, il a été conseillé à l'équipage de la navette d'ignorer les alarmes en résultant et de continuer vers l'orbite.
Au cours de la conférence de presse réalisée après le lancement, les gestionnaires de la NASA ont déclaré que les premiers examens des vidéos du lancement ne montrait aucun débris évident ni évènement particulier, mais qu'une analyse approfondie serait effectuée afin de s'assurer que l'orbiteur n'ait pas subi des dommages importants lors de l'ascension.
Après avoir effectué les contrôles post-lancement, l'équipage a ouvert les portes de la soute, a déployé l'antenne de bande Ku et a réalisé les activités robotisées du jour, qui incluent un contrôle complet de la soute, ainsi que de son chargement, et de la cabine d'équipage à l'aide du bras robotisé de la navette spatiale.

### 12 mai (Jour 2)

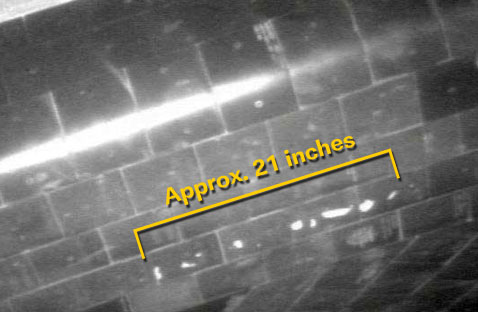
Taille et localisation des dégâts.

### 14 mai (Jour 4)
Première EVA d'une durée de 7h20 effectuée par John Grunsfeld et Drew Feustel.

### 15 mai (Jour 5)
Seconde sortie extravéhiculaire réalisée par Mike Good et Mike Massimino d'une durée de

## Activités extra-véhiculaires
5 sorties extravéhiculaires sont prévues
| Sortie n° | Astronautes                                                                                            | Start (UTC)  | End (UTC)    | Durée      |
| --------- | --- | ------------ | ------------ | ---------- |
| 1         | John M. Grunsfeld Andrew J. Feustel                                                                    | 14 mai 12:52 | 14 mai 20:12 | 7 h 20 min |
| 1         | |              |              |            |
| 2         | Michael J. Massimino Michael T. Good                                                                   | 15 mai 12:49 | 15 mai 20:45 | 7 h 56 min |
| 2         | Retirer et remplacer trois gyroscopes. Retirer et remplacer la première des deux modules de batteries. |              |              |            |
| 3         | Grunsfeld Feustel                                                                                      | 16 mai 13:35 | 16 mai 20:11 | 6 h 36 min |
| 3         | |              |              |            |
| 4         | Massimino Good                                                                                         | 17 mai 13:45 | 17 mai 21:47 | 8 h 02 min |
| 4         | |              |              |            |
| 5         | Grunsfeld Feustel                                                                                      | 18 mai 12:20 | 18 mai 19:22 | 7 h 02 min |
| 5         | |              |              |            |

## Réveils musicaux
Comme de coutume sur les vols spatiaux américains depuis le Programme Gemini, les astronautes sont réveillés par une chanson qui est généralement dédiée plus particulièrement à l'un d'entre eux.
- Deuxième jour: "Kryptonite (en)" par 3 Doors Down, jouée pour le pilote Gregory Johnson. WAV MP3 TRANSCRIPT
- Troisième jour: "Upside Down (en)" par Jack Johnson, jouée pour la spécialiste de mission Megan McArthur. WAV MP3 TRANSCRIPT
- Quatrième jour: "Stickshifts and Safetybelts" par CAKE, jouée pour le spécialiste de mission Andrew Feustel. WAV MP3 TRANSCRIPT
- Cinquième jour: "God of Wonders" par Third Day, jouée pour le spécialiste de mission Michael Good. WAV MP3 TRANSCRIPT
- Sixième jour: "Hotel Cepollina" (parodie d'Hotel California en l'honneur de Frank Cepollina (en)) par Fuzzbox Piranha, jouée pour le spécialiste de mission John Grunsfeld. WAV MP3 TRANSCRIPT
- Septième jour: "New York State of Mind (en)" par Billy Joel, jouée pour le spécialiste de mission Michael Massimino. WAV MP3 TRANSCRIPT
- Huitième jour: "Sound of Your Voice" par Barenaked Ladies, jouée pour le commandant Scott Altman. WAV MP3 TRANSCRIPT
- Neuvième jour: "Lie in Our Graves (en)" par Dave Matthews Band, jouée pour la spécialiste de mission Megan McArthur. WAV MP3 TRANSCRIPT
- Dixième jour: "Thème de Star Trek" composé par Alexander Courage, jouée pour tout l'équipage. WAV MP3 TRANSCRIPT
- Onzième jour: "Cantina Band" composé par John Williams, jouée pour tout l'équipage. WAV MP3 TRANSCRIPT
- Douzième jour: "Galaxy Song" tiré du film Monty Python : Le Sens de la vie, jouée pour tout l'équipage. WAV MP3 TRANSCRIPT
- Treizième jour: "Where My Heart Will Take Me" (thème du film Star Trek: Enterprise), composée par Russell Watson, jouée pour tout l'équipage. WAV MP3 TRANSCRIPT
- Quatorzième jour: "La Chevauchée des Walkyries" composée par Richard Wagner, jouée pour tout l'équipage. WAV MP3 TRANSCRIPT

## Médias
- Lancement d'Atlantis depuis le pas de tir 39A au Kennedy Space Center, pour la mission STS-125.